# Pierre Bertrand (député français)
Pour les articles homonymes, voir Pierre Bertrand.
Pierre Bertrand, né le 21 mars 1747 à Saint-Flour et mort dans la même ville le 20 août 1820, est un député du tiers état aux États généraux de 1789.
Il siège jusqu'à la fin de la session de l'Assemblée nationale constituante, à droite. Il fait ensuite carrière au tribunal de Saint-Flour et est anobli par Louis XVIII à la Restauration.

## Biographie

### Carrière

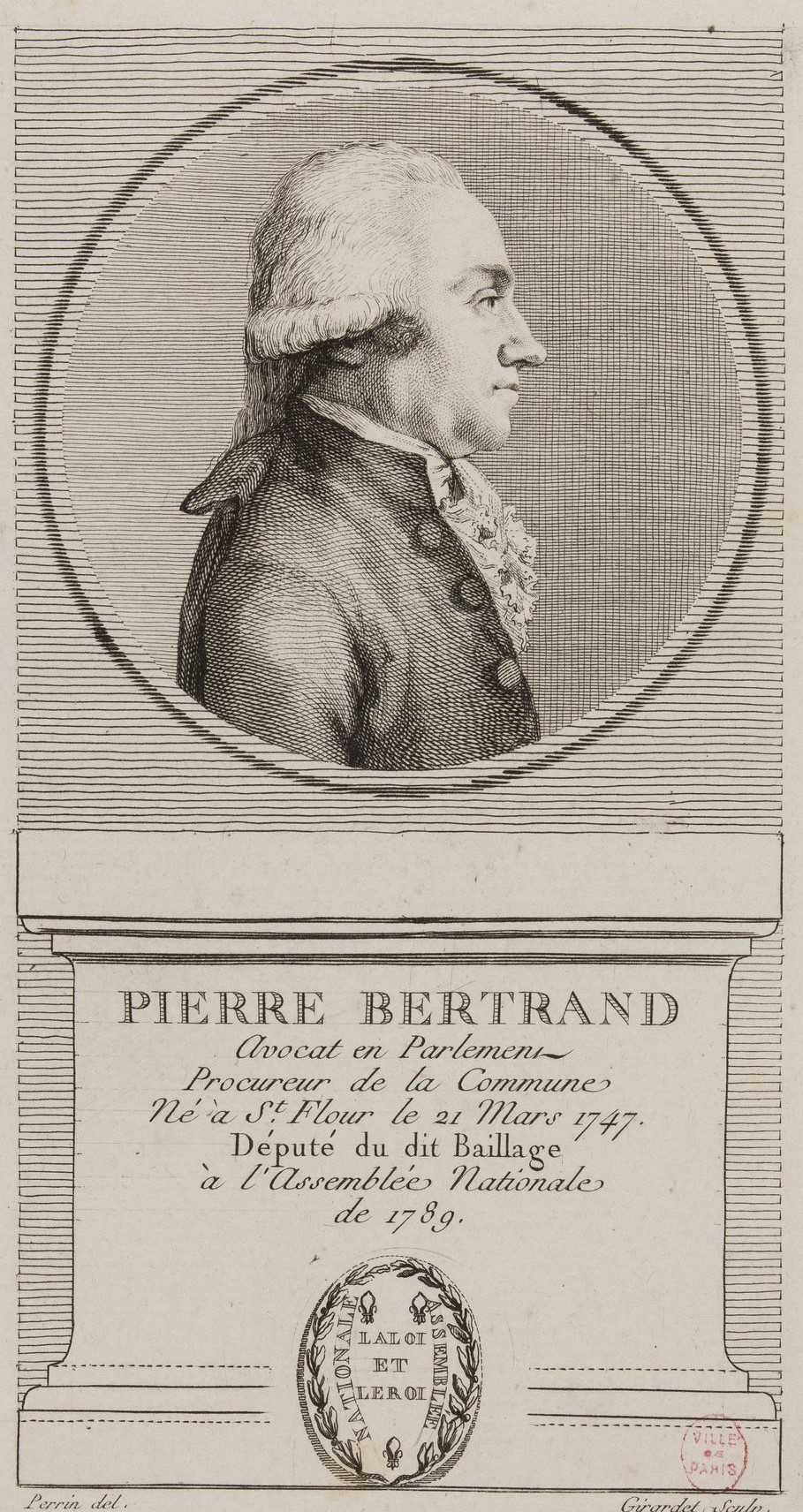
Pierre Bertrand. Collection des portraits des deputés a l'Assemblée nationale de 1789, musée Carnavalet, Paris.

Pierre Bertrand est né le 21 mars 1747 à Saint-Flour,,. Il est le fils de Mathieu Bertrand, notaire, et de Marguerite Apcher. Il a un frère cadet, Antoine Bertrand, député à la Convention, au Conseil des Cinq-Cents puis au Conseil des Anciens et sous-préfet sous l'Empire, avec qui il est parfois confondu,.
Il est avocat en Parlement et procureur du roi en l'hôtel de ville de Saint-Flour,,,. Franc-maçon, il installe la loge « Sully » à Saint-Flour.
Il est élu le 26 mars 1789,, député du tiers état du bailliage de Saint-Flour aux États généraux,,,,. À l'Assemblée nationale constituante, il siège à droite. Il peut être classé dans le groupe des aristocrates. Il participe notamment aux discussions qui concernent la formation des départements auvergnats,,,. Il siège jusqu'à la fin de la session, le 30 septembre 1791.
Il est élu juge au tribunal du district de Saint-Flour, en 1790 mais n'est pas réélu en 1799. Pendant la Terreur, il est emprisonné à partir du 27 pluviôse an II (15 février 1794) et finalement libéré le 5 fructidor an II (22 août 1794).
Il est conseiller municipal de Saint-Flour en 1800 et premier adjoint en 1808. Il devient juge au tribunal civil de Saint-Flour en 1811. Anobli par Louis XVIII le 23 décembre 1814, pour « sa fidélité pendant la tenue desdits États » (les États généraux), il entre en 1816 au conseil d'arrondissement de Saint-Flour.
Pierre Bertrand meurt à Saint-Flour le 20 août 1820,,.

### Mariage et descendance
Pierre Bertrand épouse à Saint-Flour le 11 février 1772 Marie-Agnès Chazelon (1748-1810), fille de Jacques Chazelon, marchand bourgeois, et d'Andrée Beaufils. Ils ont huit enfants :
- Antoine-Aimé Bertrand (1772-1852), président du tribunal de Saint-Flour[13] ;
- Mathieu-André Bertrand, jumeau du précédent[13] ;
- Jacques-Julien Bertrand (1775-1865), vice-président du tribunal de Saint-Flour puis receveur des contributions indirectes[14] ;
- Andrée-Marie Bertrand, née en 1777[13] ;
- Marie-Agnès Bertrand, née en 1779[13] ;
- Suzanne-Victorine, née en 1780[13] ;
- Thérèse-Antoinette (1782-1865), épouse de Jean-Flour Valentin[13] ;
- Jeanne-Marie-Thérèse-Guillemine (1786-1865), épouse de Pierre Rougier[13].

## Décoration
Chevalier de la Légion d'honneur, le 2 décembre 1814.

## Armoiries
D'azur au chevron d'argent, accompagné en chef de deux lézards d'or et en pointe d'une croix du même or.